# Pere de Chavanon
Pere de Chavanon (Lanjac, Alt Loira, Alvèrnia, ca. 1007/1009 - Pébrac, 8 de setembre de 1080) fou un canonge regular, sacerdot i fundador d'una comunitat canònica, futura abadia de Pébrac. És venerat a l'Església catòlica.

## Biografia
Nascut en el si d'una família noble, Pere de Chavanon es consagrà a Déu de molt jove. Fou arxipreste de Lanjac i hi guanyà reputació per la seva pietat i eloqüència. L'abadessa de Chazes li confià la direcció i reforma espiritual del seu monestir; se n'explicaren llavors alguns prodigis i miracles, com el guariment d'una dona cega per la imposició que feu el sant d'aigua beneïda.
Restaurà l'església de Pébrac arran d'una visió que va tenir en somnis, on Sant Pere li deia de fer-ho. Hi arribà en 1062, la Nit de Nadal. El bisbe de Clarmont l'encoratjà i li donà l'hàbit de canonge regular de Sant Agustí. Alguns nobles de la zona, Audigier de Tailhac, Guilhem Etienne i Dalmas de Pébrac i Raimon de Digons, cediren els seus drets sobre l'església i aviat s'hi instal·là un grup de canonges. Els dons i llegat permeteren de reconstruir i ampliar l'església. A la mort de Pere de Chavanon, el 8 de setembre de 1080, depenien de Pébrac una vintena de priorats: Polignac, Vieille-Brioude, Saint-Ilpize, Saint-Georges-d'Aurac, La Mothe, etc.

## Veneració
Pere fou sebollit a l'església de Prébac i immediatament fou venerat per la població. La canonització fou ràpida i se'n fixà la festa el 9 de setembre. En 1097, Urbà II erigeix l'església en abadia, i ho fou fins que desaparegué arran de la Revolució francesa.
Esteve, canonge de Pebrac, n'escrigué una vida del sant cap al 1120, principal font per a la seva vida.